# Carwood Lipton
Clifford Carwood "Lip" Lipton (Huntington, 30 de janeiro de 1920 — Southern Pines, 16 de dezembro de 2001) foi um oficial do exército dos Estados Unidos alocado na Companhia E (Easy), 2º Batalhão do 506º Regimento de Infantaria de Pára-quedistas da 101ª Divisão Aerotransportada. Lipton entrou para o exército em 1942 como soldado. O ator Donnie Wahlberg interpretou C. Carwood Lipton na minissérie da HBO, Band of Brothers.